# Pongrácz Antal (vívó)
Pongrácz Antal Sándor, sokaknak Matyi (Marosvásárhely, 1948. március 18. – 2008. március 18.) fogorvos, egyetemi oktató, párbajtőr olimpikon és ifjúsági világbajnok.

## Családja
Az erdélyi örmény  Pongrácz /Pungucz család leszármazottja.

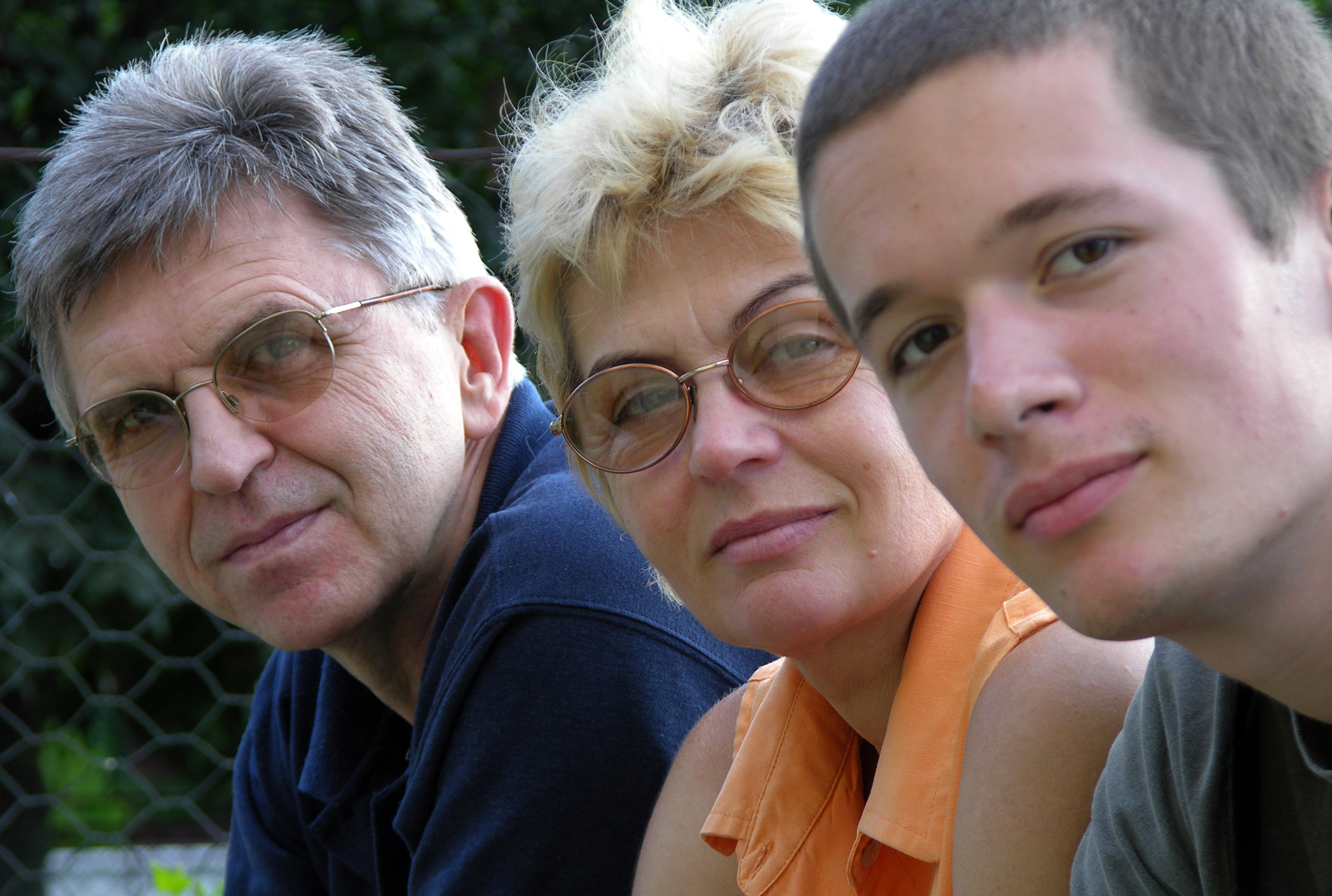
Pongrácz Antal, felesége és fia társaságában, Marosvásárhely, 2004

Ha tagú római katolikus család gyerekeként született, testvérei: Pongrácz (Sípos) Mária, Pongrácz (Teszler) Judit, Pongrácz István. Édesapja, Pongrácz Antal textilgyári műszerész-lakatos volt, édesanyja, Mikola Margit önfeláldozó munkával nevelte gyerekeit, majd unokáit a szeretetre, tisztességre, a munka megbecsülésére. Egyetemi tanulmányok hiányában is rendkívül bölcs asszony volt, aki belső békéjét sikerült gyerekeinek is átadnia.
1973-ban vette feleségül Pongrácz Máriát, aki meggyőződéssel támogatta őt, hogy elérhesse céljait a sportban, oktatásban, szakmában, és a közösség megsegítésében. Egyetlen gyerekük, Pongrácz István-Mátyás szakmai szempontból édesapja nyomdokaiba lépett, továbbvitte a magánrendelő igazgatását és fogorvosként való tevékenységét.

## Sportkarrierje
A sportéletbe már líceumi diákként bekapcsolódott, ahol az Egyetemi Sportklub vívójaként Kakuts András egyetemi előadótanár-edző tanítványává vált, akit szinte édesapjaként tisztelt és szeretett. Az eredményeken túl, az orvos-vívócsapat Kakuts András tanár körül kialakított hangulata, igazi sportemberi nevelése, egy életre szóló barátságok bölcsője is volt. A román vívóválogatott oszlopos tagja, fő embere volt 15 éven keresztül, 1965-1980 között. Pályafutása alatt mindvégig a marosvásárhelyi Egyetemi Sportklub tagjaként tündökölt. Edzőként pedig azon fáradozott, hogy az ifjakba oltsa a vívás és a versenyzés szeretetét. Sportmesteri címmel jutalmazták.

### Párbajtőrvívás eredményei
- 1967 – Ifjúsági Világbajnok – egyéni (Teherán)
- 1972 – Olimpiai 4. hely – egyéni (München)
- 1974 – Világbajnokság 4. hely – egyéni (Grenoble)
- 1976 – Olimpiai 6. hely – csapat (Montreal)
- 1980 – Olimpiai 4. hely – csapat (Moszkva)
- 1980 Európa Kupa győztes – csapat (Nyugat-Németország)

Többszörös Balkán-bajnok egyéniben és csapatban; 7-szer Románia Kupa-győztes.

## Tanulmányai, szakmai elismertsége

### Iskola és egyetem
- Bolyai Farkas Elméleti Líceum, Unirea (Egyesülés) Líceum, Marosvásárhely, 1966
- Marosvásárhelyi Orvosi és Gyógyszerészeti Egyetem (Universitatea de Medicină și Farmacie), fogorvosi fakultás, Marosvásárhely, 1972

### Szakmai tevékenység
- Testnevelési Főiskola sportélettan, tanársegéd, Marosvásárhely, 1976
- Fogszakorvosi vizsga, Marosvásárhely, 1978
- Marosvásárhelyi Orvosi és Gyógyszerészeti Egyetem: egyetemi oktató, fogpótlástan tanszék, 1988-2008
- Főorvosi vizsga, Marosvásárhely, 1993
- Pomadent Kft. magán fogorvosi rendelő megalapítása, Marosvásárhely, 1993
- Erdélyi Múzeum-Egyesület tagja (1996), Választmányi tagja (1999), majd a Fogorvostani Szakcsoport vezetője (2002-2008)
- "Rögzített fogpótlások"[halott link] című jegyzete megjelenése, Marosvásárhely, 2003 – könyv formában halála után jelent meg, Marosvásárhely, 2009 (ISBN 978-606-92008-4-1)
- Magyar Egészségügyi Társaság Fogorvostudományi Szakosztályának Elnökségi tagja, 2004
- Román Fogorvosi Kollégium Maros megyei elnöke, 2004

## Halála
Pongrácz Antal 2008. március 18-án hunyt el, hatvanadik születésnapján, egy diákokkal való kosármeccs közben kialakult szívinfarktus következtében.
Elvei továbbvitelére a Dr. Pongrácz Antal Egyesület tesz kísérletet, melyet felesége, barátai és tisztelői alapítottak.

## Emlékezete
Sportérdemeiért a Marosvásárhelyi Orvosi és Gyógyszerészeti Egyetem sportcsarnokát Dr. Pongrácz Antal Sportcsarnoknak nevezték el, az épületen egy emlékplakett is áll, a Dr. Pongrácz Antal Egyesület jóvoltából. Ugyanott 2021 novemberében mellszobrot állítottak emlékére.